# Torneo dell'UEMOA 2010
Il Torneo dell'UEMOA 2010 (2010 UEMOA Tournament) fu la quarta edizione del Torneo dell'UEMOA, competizione calcistica per nazione organizzata dall'UEMOA. La competizione si svolse in Burkina Faso dal 7 al 14 novembre 2010 e vide la partecipazione di otto squadre: Burkina Faso, Benin, Costa d'Avorio, Guinea-Bissau, Mali, Niger, Senegal e Togo.

## Formula
- Qualificazioni

Nessuna fase di qualificazione. Le squadre sono qualificate direttamente alla fase finale.
- Fase finale

Fase a gruppi - 8 squadre, divise in due gruppi da quattro squadre. Giocano partite di sola andata, le prime classificate si qualificano per la finale.
Fase a eliminazione diretta - 2 squadre, giocano partite di sola andata. La vincente si laurea campione UEMOA.

## Stadi
| Niamey                       | Niamey (Niger) |
| ---------------------------- | -------------- |
| Stade Général Seyni Kountché | Niamey (Niger) |
| Capienza: 50.000             | Niamey (Niger) |
|                              | Niamey (Niger) |

## Squadre partecipanti
| Pr. | Squadra        | Data di qualificazione certa | Partecipante in quanto                                         | Partecipazioni precedenti al torneo | Ultima presenza |
| --- | -------------- | ---------------------------- | -------------------------------------------------------------- | ----------------------------------- | --------------- |
| 1   | Niger          | -                            | Rappresentativa della nazione organizzatrice della fase finale | 2007, 2008, 2009                    | Benin 2009      |
| 2   | Benin          | -                            | Qualificata di diritto                                         | 2007, 2008, 2009                    | Benin 2009      |
| 3   | Burkina Faso   | -                            | Qualificata di diritto                                         | 2007, 2008, 2009                    | Benin 2009      |
| 4   | Costa d'Avorio | -                            | Qualificata di diritto                                         | 2007, 2008, 2009                    | Benin 2009      |
| 5   | Guinea-Bissau  | -                            | Qualificata di diritto                                         | 2007, 2008, 2009                    | Benin 2009      |
| 6   | Mali           | -                            | Qualificata di diritto                                         | 2007, 2008, 2009                    | Benin 2009      |
| 7   | Senegal        | -                            | Qualificata di diritto                                         | 2007, 2008, 2009                    | Benin 2009      |
| 8   | Togo           | -                            | Qualificata di diritto                                         | 2007, 2008, 2009                    | Benin 2009      |

Nella sezione "partecipazioni precedenti al torneo", le date in grassetto indicano che la nazione ha vinto quella edizione del torneo, mentre le date in corsivo indicano la nazione ospitante.

## Fase finale

### Fase a gruppi

#### Gruppo A

##### Classifica
| Pos | Squadra       | P.ti | G | V | N | P | GF | GS | DR |
| --- | ------------- | ---- | - | - | - | - | -- | -- | -- |
| 1   | Niger         | 5    | 3 | 1 | 2 | 0 | 5  | 2  | +3 |
| 2   | Burkina Faso  | 5    | 3 | 1 | 2 | 0 | 5  | 3  | +2 |
| 3   | Togo          | 3    | 3 | 1 | 0 | 2 | 3  | 6  | -3 |
| 4   | Guinea-Bissau | 2    | 3 | 0 | 2 | 1 | 4  | 6  | -2 |

Niger qualificata alla finale.

##### Risultati
| Niamey 7 novembre 2010 | Niger | 1 – 1 | Guinea-Bissau | Stade Général Seyni Kountché |

| Niamey 7 novembre 2010 | Burkina Faso | 2 – 0 | Togo | Stade Général Seyni Kountché |

| Niamey 9 novembre 2010 | Guinea-Bissau | 2 – 2 | Burkina Faso | Stade Général Seyni Kountché |

| Niamey 9 novembre 2010 | Niger | 3 – 0 | Togo | Stade Général Seyni Kountché |

| Niamey 11 novembre 2010 | Togo | 3 – 1 | Guinea-Bissau | Stade Général Seyni Kountché |

| Niamey 11 novembre 2010 | Niger | 1 – 1 | Burkina Faso | Stade Général Seyni Kountché |

#### Gruppo B

##### Classifica
| Pos | Squadra        | P.ti | G | V | N | P | GF | GS | DR |
| --- | -------------- | ---- | - | - | - | - | -- | -- | -- |
| 1   | Benin          | 7    | 3 | 2 | 0 | 1 | 4  | 1  | +3 |
| 2   | Senegal        | 4    | 3 | 1 | 1 | 1 | 2  | 2  | 0  |
| 3   | Costa d'Avorio | 3    | 3 | 1 | 0 | 2 | 3  | 4  | -1 |
| 4   | Mali           | 2    | 3 | 0 | 2 | 1 | 1  | 3  | -2 |

Benin qualificata alla finale.

##### Risultati
| Niamey 8 novembre 2010 | Senegal | 0 – 1 | Benin | Stade Général Seyni Kountché |

| Niamey 8 novembre 2010 | Costa d'Avorio | 2 – 0 | Mali | Stade Général Seyni Kountché |

| Niamey 10 novembre 2010 | Costa d'Avorio | 1 – 3 | Benin | Stade Général Seyni Kountché |

| Niamey 10 novembre 2010 | Senegal | 1 – 1 | Mali | Stade Général Seyni Kountché |

| Niamey 12 novembre 2010 | Mali | 0 – 0 | Benin | Stade Général Seyni Kountché |

| Niamey 12 novembre 2010 | Senegal | 1 – 0 | Costa d'Avorio | Stade Général Seyni Kountché |

### Fase a eliminazione diretta

#### Tabellone
|  | Finale |       |   |  |
|  |        |       |   |  |
|  | Niger  | Niger | 1 |  |
|  | Benin  | Benin | 0 |  |

#### Finale
| Niamey 14 novembre 2010 | Senegal | 1 – 0 | Niger | Stade Général Seyni Kountché |